# Bulsae-4
Le Bulsae-4 est un système de missile antichar (ATGM) automoteur nord-coréen à long rayon d'action. Il est basé sur le châssis du véhicule blindé de transport de troupes à roues nord-coréen M-2010 avec une transmission 6x6, ou sur un châssis léger avec une transmission 4x4,. Il est conçu pour détruire les chars, y compris ceux équipés d’un blindage réactif modernes. Le missile guidé, à guidage opto-électronique, a un mode d’attaque de la cible par le haut, là où les véhicules blindés ont le blindage le plus mince,.

## Description
Le Bulsae-4 est capable de frapper des cibles à une distance de 10 à 25 kilomètres, même si elles sont situées derrière des obstacles, en mode NLOS, de l’anglais « non-line of sight » : en dehors de la ligne de visée de la cible),. En raison de ses caractéristiques, il représente une menace sérieuse pour les véhicules blindés ennemis, car il a la capacité d’attaquer tout en restant à une distance de sécurité.

## Historique
L’existence du Bulsae-4, monté sur l’hélicoptère Mil Mi-2, a été connue en 2016. En 2018, une version du Bulsae-4 M-2018 a été présentée sur le châssis du véhicule blindé de transport de troupes à roues nord-coréen M-2010 avec une transmission 6×6 et en 2022, la version Bulsae-4 M-2022 sur un châssis léger avec une transmission 4x4.

## Caractéristiques
Les caractéristiques exactes du Bulsae-4 sont inconnues, en raison du manque de données officielles.
Le lanceur se compose d’un ensemble rotatif de huit conteneurs avec un missile dans chacun,.
- Munitions : 8 missiles[1],[3].
- Châssis : Véhicule blindé de transport de troupes à roues nord-coréen M-2010 avec une transmission 6x6[1],[3] ou un châssis léger avec une transmission 4x4[2].

Le missile guidé à guidage opto-électronique dispose de grands stabilisateurs et d’un mode d’attaque sur la cible par le haut, là où les véhicules blindés ont le blindage le plus mince,.

## Variantes

### Bulsae-2
La Corée du Nord aurait acquis un certain nombre de systèmes 9K111 Fagot à la fin du XXe siècle. Ceux-ci ont ensuite été fabriqués localement par rétro-ingénierie et ont reçu la désignation Bulsae-2.

### Bulsae-3
Le Bulsae-3 a été annoncé comme l’AT-4MLB par la société mandataire nord-coréenne GLOCOM. Dans leur brochure, il est déclaré qu’il est guidé par faisceau laser,,,. En 2014, les premiers clients internationaux du Bulsae-3 auraient été les Brigades Izz al-Din al-Qassam et les Brigades Al-Nasser Salah al-Din.
La variante Chonma-216 du char de combat principal (MBT) Pokpung-ho a été vue équipée de Bulsae-3, qui, selon une source, aurait été dérivé de l’AT-14 Spriggan.
Le prototype de CCP Cheonma-2 de 2020 a le Bulsae-3 comme armement secondaire. Il s’agirait de missiles soviétiques puis russes 9K111 Fagot ou 9M133 Kornet,. Cependant, le diamètre des lanceurs ATGM semble être de 150 mm comme le 9M133, plutôt que le 120 mm du 9K111, et pourrait donc avoir une force de pénétration plus élevée.

### Bulsae NLOS
Dérivé du véhicule amphibie BTR-80 APC, le Chunma-D de la RPDC semble avoir été modifié pour s’adapter à un châssis 6x6,

### Bulsae-5
La variante Songun-915 de la série de chars Pokpung-ho a été vue équipée de Bulsae-5, qui, selon une source, serait dérivé du 9M133 Kornet.

## Pays utilisateurs
- Corée du Nord
- Russie : le 30 juillet 2024, une reconnaissance aérienne ukrainienne a repéré un Bulsae-4 M-2018 en service dans les forces armées russes dans le district de Shebekinsky, dans la région de Belgorod[1].